# Nizamabad (Distrikt)
Nizamabad, auch Indhooru (Telugu: నిజామాబాదు జిల్లా; Urdu: نظام آباد ضلع) ist ein Distrikt des indischen Bundesstaats Telangana. Der Verwaltungssitz ist die Stadt Nizamabad.

## Geographie
Der Distrikt liegt im Norden von Telangana. Er wird im Westen von den Bundesstaaten Karnataka und Maharashtra, im Norden vom Distrikt Adilabad, im Osten vom Distrikt Karimnagar und im Süden vom Distrikt Medak umrahmt.
Der Distrikt hat eine Fläche von 7956 km², davon sind 1812 km² (22,8 Prozent) bewaldet. Die bedeutendsten Flüsse im Bezirk sind Godavari, Manjira, Maneru, Phalungi und Yedlakattavagu. Zudem gibt es zwei größere Seen im (oder teilweise im) Distrikt: den Nizam Sagar See und das Upper Manair Reservoir.

## Klima
Das Klima des Bezirks charakterisiert sich durch heiße Sommer und ist im Allgemeinen trocken, außer während der Monsunzeit. April und Mai ist Sommerzeit mit großer Trockenheit und hohen Temperaturen. Der Südwestmonsun ab der zweiten Juniwoche bis zur zweiten Oktoberwoche bringt den ergiebigsten Regen. Der anschließende Nordostmonsun bis Ende Dezember bringt etwas geringere, aber immer noch bedeutende Regenmengen. In den Monaten Januar bis März ist Winter mit kühleren Temperaturen. Der langjährige Durchschnitt der Niederschlagsmenge beträgt 813 mm pro Jahr. Der Südwestmonsun bringt 696 mm und der Nordostmonsun 72 mm. Sonst fällt nur noch wenig Regen. Dies führt zur Austrocknung der Anbauflächen in der Trockenzeit, die von Januar bis Mai dauert. Der kälteste Monat ist der Dezember (Durchschnitt 21,64° – Tagesminimum 15°, -maximum 28°), der wärmste der Mai (Durchschnitt 32,83° – Minimum 26°, Maximum 40°). Während der Mosunzeit herrscht eine Luftfeuchtigkeit von bis zu 80 Prozent. Diese fällt in der Trockenperiode auf 30 Prozent.

## Bevölkerung
Bei der letzten Volkszählung 2011 wurden 2.552.073 Einwohner gezählt. Davon waren 1.252.191 Männer (49,1 Prozent) und 1.299.882 Frauen. Zu den scheduled castes (den registrierten unterprivilegierten Kasten) gehörten 2001 348.158 Personen (14,8 Prozent), zu den scheduled tribes (den registrierten indigenen Völkern oder Stämmen, Adivasi) 165.735 (7,1 Prozent) Menschen. 587.800 Personen (23,03 Prozent) lebten 2011 in städtischen Gebieten. Die Mehrheit der Bevölkerung des Distrikts Nizamabad spricht Telugu. Eine bedeutende Anzahl Personen spricht Urdu als Muttersprache. Im ganzen Bezirk gibt es 922 bewohnte Dörfer.

## Wirtschaft
er Großteil der Bevölkerung ist in der Landwirtschaft beschäftigt. Hauptsächlich werden Reis, Mais, Sojabohnen, Mungbohnen, Zuckerrohr, Sonnenblumen, Baumwolle, Urdbohnen, Sorghumhirse (Sorghum bicolor) und Kurkuma angebaut. Daneben ist Handweberei ein bedeutender Erwerbszweig. Es gibt im ganzen Distrikt nur wenige kleine Industrieunternehmen (Energiegewinnung, Granitwerke und Zuckerfabriken). An Bodenschätzen findet man verschiedene Gesteinsarten (Kalksteine, Granit etc.), die industriell genutzt werden. In den Städten leben die Leute vom Handel mit Gütern und Dienstleistungen.

## Geschichte
Nizamabad ist Teil der Region Telangana und teilt dessen Geschichte. Den heutigen Namen erhielten Bezirk und Hauptort zu Ehren von Mir Mahbub Ali Khan Asaf Jah VI, dem damaligen Nizab von Hyderabad. Bis 1956 war das Gebiet eine Region im Hyderabad State. Seither ist Nizamabad eine Verwaltungseinheit innerhalb des damals neu geschaffenen Staats Andhra Pradesh.

## Verwaltung
Der Distrikt Nizamabad umfasst 36 Mandals (Talukas) und 922 bewohnte Dörfer. 
Fiskalisch ist der Distrikt heute in die drei Steuerbezirke Bodhan, Kamareddy und Nizamabad eingeteilt.